# Марунг
Марунг (англ. Marung) — одна з місцевих громад, що розташована в районі Мокотлонг, Лесото. Населення місцевої громади у 2006 році становило 5 458 осіб.